# Jan Tarasin

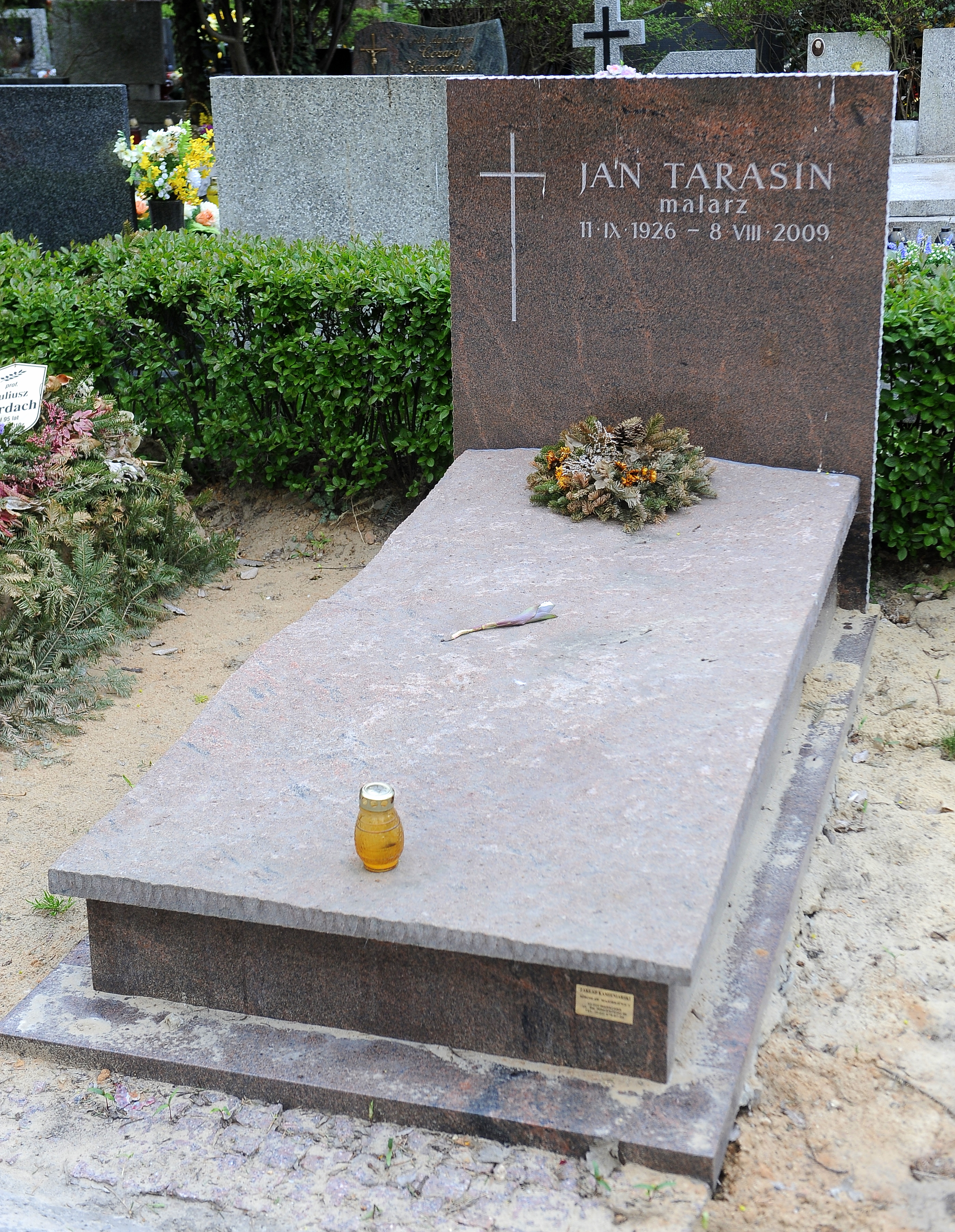
Grób Jana Tarasina na warszawskim Cmentarzu Wojskowym na Powązkach

Jan Tarasin (ur. 11 września 1926 w Kaliszu, zm. 8 sierpnia 2009 w Warszawie) – polski malarz, grafik, rysownik, fotograf, eseista, pedagog, profesor i rektor Akademii Sztuk Pięknych w Warszawie.

## Życiorys
W 1946 ukończył Liceum im. Kazimierza Wielkiego w Olkuszu. Studiował na ASP w Krakowie (1946–1951) w pracowniach malarstwa prof. Zygmunta Rudnickiego, Zbigniewa Pronaszki i Wacława Taranczewskiego oraz w pracowniach grafiki prof. Andrzeja Jurkiewicza i Konrada Srzednickiego. Od 1955 należał do PZPR. W latach 1963–1967 był pedagogiem na Wydziale Architektury Wnętrz tej uczelni.
W 1967 przeniósł się do Warszawy. Mieszkał na Mokotowie przy ulicy Dolnej 4/59. Pracę pedagogiczną podjął ponownie w 1974, obejmując Pracownię Malarstwa warszawskiej ASP. W 1985 mianowany został profesorem nadzwyczajnym. W 1987 objął stanowisko rektora warszawskiej ASP, które sprawował do 1990. Członek „Grupy Krakowskiej” (od 1962). W latach 1974–1982 wydawał autorskie Zeszyty z serigrafiami i tekstami. Uprawiał malarstwo, grafikę warsztatową (litografia, serigrafia) i użytkową (plakat) oraz refleksję teoretyczną o sztuce.
Otrzymał liczne nagrody, w tym m.in. za cykl litografii „Dom” na Ogólnopolskiej Wystawie Młodej Plastyki w Arsenale (Warszawa, 1955), I nagrodę na I Biennale Grafiki (Kraków, 1960), nagrodę gazety „Yomiuri” na Międzynarodowej Wystawie Młodych Plastyków (Tokio, 1964), Nagrodę Krytyki im. Cypriana Norwida za najlepszą wystawę indywidualną w Warszawie (1976) i Nagrodę im. Jana Cybisa za 1984 (Warszawa, 1985). Jego prace znajdują się w licznych zbiorach muzealnych w kraju i zagranicą.
Sławę zyskał dzięki plakatowi Bumelant (1952), jednak później miejsce tematyki społecznej zajęły w twórczości artysty bardziej awangardowe projekty. Obecnie najbardziej znane jego prace to seria płócien, na których prezentował przedmioty jako znaki i symbole ponadmaterialnych znaczeń.
Był uczestnikiem międzynarodowej akcji „Polscy Artyści Plastycy – Dzieciom” organizowanej przez Fundację Serce – Europejskie Centrum Przyjaźni Dziecięcej w Świdnicy. W 1997 został odznaczony Krzyżem Komandorskim z Gwiazdą Orderu Odrodzenia Polski (1997). W 2005 został odznaczony przez ministra kultury Waldemara Dąbrowskiego Złotym Medalem „Zasłużony Kulturze Gloria Artis”.
Został pochowany w Alei Zasłużonych na Cmentarzu Wojskowym na Powązkach w Warszawie (kwatera C29-tuje-9).
W 2010 imię Jana Tarasina nadano Biuru Wystaw Artystycznych w Kaliszu.

## Wybrane wystawy indywidualne
- 1962 – Galerie Lambert, Paryż
- 1965 – Konstsalongen Kavaletten, Uppsala
- 1968 – Galeria Krzysztofory, Kraków
- 1975 – Galeria Sztuki Współczesnej Zapiecek, Warszawa
- 1977 – Galeria Sztuki Współczesnej Zapiecek, Warszawa
- 1980 – Biuro Wystaw Artystycznych, Lublin – Muzeum Okręgowe, Radom – Galeria Krzysztofory, Kraków
- 1981 – Galeria Sztuki Współczesnej Zapiecek, Warszawa
- 1983 – Galeria 72, Chełm
- 1984 – Galeria Centrum Sztuki Studio, Warszawa
- 1985 – Galeria Zero, Tokio 1988 – Galeria Centrum Sztuki Studio, Warszawa
- 1991 – „Zeszyty”, Galeria Starmach, Kraków
- 1994 – „Grupa Krakowska 1932-1994”, Galeria Zachęta, Warszawa – „Klasycy współczesności”, Muzeum Narodowe, Warszawa
- 1995 – Wystawa retrospektywna, Galeria Zachęta, Warszawa – Wystawa retrospektywna, Muzeum Narodowe, Wrocław
- 1997 – Galeria Zapiecek, Warszawa
- 1998 – „Jan Tarasin”, Galeria ABC, Poznań
- 1998 – „Jan Tarasin”, Zamek Książąt Pomorskich, Szczecin
- 1999 – Galeria Sztuki Alicji i Bożeny Wahl, Warszawa
- 1999 – „Jan Tarasin”, Starmach Gallery, Kraków
- 2002 – „Jan Tarasin, Fotografie”, Starmach Gallery, Kraków
- 2004 – „Jan Tarasin”, Galeria Sztuki Plastycznej KUL, Lublin
- 2005 – „Jan Tarasin, Obrazy”, Galeria Piekary, Poznań
- 2006 – „Jan Tarasin – malarstwo i prace na papierze 2005-1959,” Państwowa Galeria Sztuki, Sopot
- 2007 – „Jan Tarasin. Obrazy najnowsze”, CSW Zamek Ujazdowski, Warszawa – „Jan Tarasin”, Galeria Art-New-Media, Warszawa
- 2008 – „Jan Tarasin”, Galeria Stefan Szydłowski, Warszawa – „Jan Tarasin, Obrazy istotne”, Muzeum Mazowieckie, Płock
- 2009 – „Tarasin. Mała retrospektywa”, Muzeum Mazowieckie, Płock.
- 2013 – „W czym rzecz”, Galeria Bardzo Biała, kurator: Magdalena Sołtys, Warszawa.
- 2023 - "Jan Tarasin. Ciągi znaczeń", MOLSKI gallery&collection, Poznań.